# 冯茂 (新朝)
冯茂（前1世纪—16年），西汉末年、新朝时官员。

## 生平
天凤元年（14年），王莽改汉制，贬鉤町王为侯，益州少数民族群起反叛。冯茂他被朝廷任命为平蛮将军，率领巴郡、蜀郡、犍为郡吏士前往进讨鉤町（西南少数民族）。部下士卒遭受疾疫，死者有十之六七，加之强征赋税，益州百姓被征收资财的一半做为军费开支，使当地虚耗而没有战胜。战争历时三年，巴蜀骚动，反抗更加强烈，官军不能制。天凤三年（16年），冯茂因此被征召到京城常安入狱处死。